# Biscaya
Biscaya is een hitsingle  uit 1981 van de Duitse orkestleider, componist en arrangeur James Last. Het is tevens de titel van een album uit 1982 waarop het nummer staat. Het is de grootste hit van Last in Nederland en werd veel gedraaid op Hilversum 1 en Hilversum 3. De plaat werd een gigantische hit en bereikte de 5e positie in de Nederlandse Top 40 en de 6e positie in de Nationale Hitparade en de TROS Top 50. In België werd de 3e positie in de Vlaamse Radio 2 Top 30 bereikt.
Biscaya is een compositie van Manfred Buchholz en Franz-Peter Moorlampen, onder de pseudoniemen van respectievelijk William Bookwood en Howard O'Malley. Beiden waren destijds eigenaar van de Duitse muziekuitgeverij SAM Music.

## Inhoud
Biscaya is een instrumentaal nummer waarin de accordeon een centrale rol speelt. Het werd speciaal opgenomen voor de zesde aflevering van de ZDF Show Express vanuit  Bremen, op 29 oktober 1981. De solo werd in de studio ingespeeld door Last's pianist-organist Günther Platzek. Ook Jo(chen) Ment bespeelde accordeon voor de opname. Het koor in het refrein van Biscaya betrof slechts één gedubde stem. De harmonische samenzang van het sopranenkoor voldeed niet voor Last. Zodoende werd de beste stem eruit gehaald en gedubd, zodat het als een heus koor weerklonk.
Biscaya werd meteen een groot succes in een groot deel van Europa, onder andere in Duitsland, Zwitserland, Oostenrijk, Groot-Brittannië, Frankrijk alsook in Nederland en België. Het succes in Nederland werd geholpen door het feit dat de melodie gebruikt werd in de promotiecampagne voor de locatie-uitzendingen op de woensdag op Hilversum 1 (vanaf 1 december 1985 Radio 2) van Veronica in de zomer van 1982. Onder de noemer "Veronica komt naar je toe deze zomer" met de "Grote Zomertruuk" bleek de muziek zo populair, dat de promo ook in de jaren na 1982 tot en met 1992 elke zomer werd gebruikt voor dit thema.
Vanwege het succes verzocht zijn platenfirma Polydor hem om in dezelfde stijl een volledig album op te nemen. Deze opnames gebeurden in de thuisstudio van Last. Het album bevat onder meer composities van James Last, zoon Ron Last en synthesizerman Tommy (Thomas) Eggert.
Voor James Last was Biscaya op de duur een verplicht nummer dat hem bleef achtervolgen. Dit geslaagde experiment stond niet voor zijn eigenlijke sound. Het zorgde er echter voor dat hij blijvende bekendheid geniet en tevens in allerhande jaaroverzichten verschijnt.